# Sergueï Filatov
Pour les articles homonymes, voir Filatov.
Sergueï Ivanovitch Filatov (russe : Сергей Иванович Филатов), né le 25 septembre 1926 à Lysyye Gory et mort le 3 avril 1997 à Moscou, est un cavalier soviétique de dressage.

## Carrière
Sergueï Filatov participe aux Jeux olympiques d'été de 1956 à Stockholm et se classe onzième de l'épreuve individuelle de dressage sur son cheval Ingas; il fait partie de l'équipe soviétique de dressage terminant quatrième.
Il vit le moment fort de sa carrière aux Jeux olympiques d'été de 1960 à Rome sur sa monture Absinthe, en étant sacré champion olympique en dressage individuel.
Avec Absinthe, Filatov est double médaillé de bronze aux Jeux olympiques d'été de 1964 à Tokyo, en dressage individuel et par équipe.
Après sa non-sélection dans l'équipe olympique soviétique pour les Jeux olympiques d'été de 1968, il met un terme à sa carrière sportive et devient entraîneur puis tient sa propre école d'équitation à Moscou.